# Contea di Shangcai
La contea di Shangcai (上蔡县S, Shàngcài XiànP) è una contea della Cina, situata nella provincia di Henan e amministrata dalla prefettura di Zhumadian.